# Bahnstrecke Lindthal–Altdöbern Süd
| Streckennummer (DB): | 6225                 |                       |                       |
| Streckenlänge: | 16,608 km            |                       |                       |
| Spurweite: | 1435 mm (Normalspur) |                       |                       |
| Streckenklasse: | D4                   |                       |                       |
| Stromsystem: | 15 kV 16,7 Hz ~      |                       |                       |
| Minimaler Radius: | 1200 m               |                       |                       |
| Streckengeschwindigkeit: | 100 km/h             |                       |                       |
| |                      |                       |                       |
| \| \| \| von Halle (Saale) Hbf \| \| \| \| 0,047 \| Abzw Lindthal \| Abzw Lindthal \| \| \| \| nach Cottbus Hbf \| \| \| \| 6,800 \| Saadow-Rutzkau \| Saadow-Rutzkau \| \| \| \| Bundesautobahn 13 \| \| \| \| \| von Lübbenau \| \| \| \| 16,655 \| Abzw Altdöbern Süd \| Abzw Altdöbern Süd \| \| \| \| nach Senftenberg \| \| \| \| \| \| \| \| Quellen: [1][2] \| \| \| \| |                      |                       |                       |
| Strecke |                      | von Halle (Saale) Hbf | von Halle (Saale) Hbf |
| Blockstelle | 0,047                | Abzw Lindthal         | Abzw Lindthal         |
| Abzweig geradeaus und nach links |                      | nach Cottbus Hbf      | nach Cottbus Hbf      |
| ehemaliger Dienststation / Betriebs- oder Güterbahnhof | 6,800                | Saadow-Rutzkau        | Saadow-Rutzkau        |
| Strecke mit Straßenbrücke |                      | Bundesautobahn 13     | Bundesautobahn 13     |
| Abzweig geradeaus und von links |                      | von Lübbenau          | von Lübbenau          |
| Blockstelle | 16,655               | Abzw Altdöbern Süd    | Abzw Altdöbern Süd    |
| Strecke |                      | nach Senftenberg      | nach Senftenberg      |
| |                      |                       |                       |
| Quellen: |                      |                       |                       |

Die Bahnstrecke Lindthal–Altdöbern Süd ist eine eingleisige elektrifizierte Hauptbahn in Brandenburg. Die rund 17 Kilometer lange Strecke zweigt östlich von Finsterwalde am Abzweig Lindthal aus der Bahnstrecke Halle–Cottbus ab und mündet am Abzweig Altdöbern Süd in die Bahnstrecke Lübbenau–Kamenz ein.

## Geschichte
Die Bahn wurde von der Deutschen Reichsbahn angelegt, um einen Fahrtrichtungswechsel in Calau, dem Kreuzungspunkt beider Strecken, zu vermeiden. Sie diente zunächst ausschließlich dem Güterverkehr.

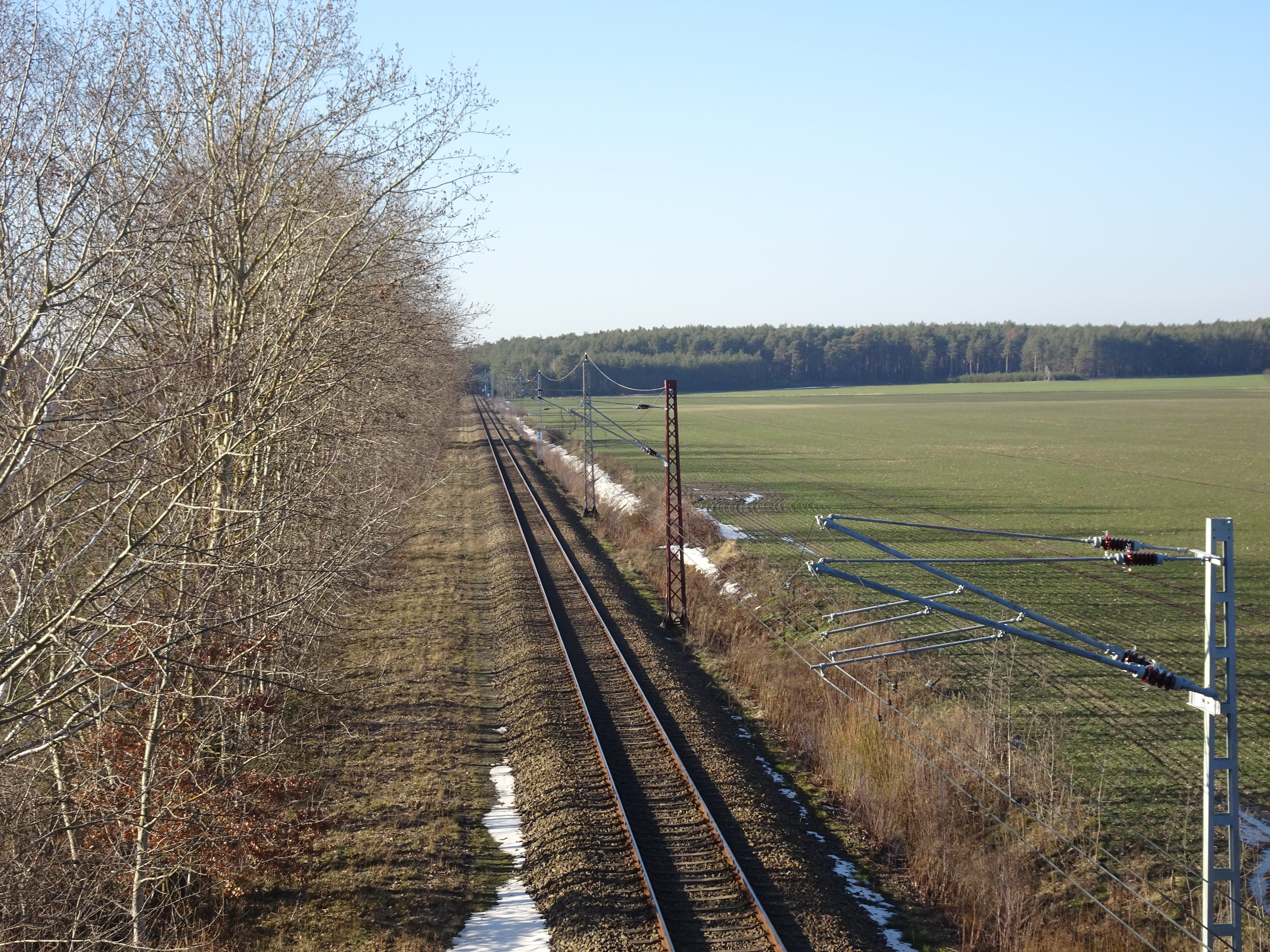
Strecke bei Rutzkau (2021)

Zwischen 1965 und 1973 wurde an einer Verlängerung der Strecke in östlicher Richtung gebaut. Im Falle der Ausweisung neuer Tagebaugebiete sollte die Bahnstrecke Halle–Cottbus im Abschnitt Finsterwalde–Calau–Cottbus dorthin verlegt werden. Es wurde jedoch nur ein Bahndamm und eine Brücke über die L 532 westlich von Altdöbern gebaut; die Verlängerung wurde nie fertiggestellt. Die Brücke soll aufgrund von Instabilität abgerissen werden (Stand 2014).
Am 30. November 1989 wurde der elektrische Betrieb auf dem Abschnitt Falkenberg–Lindthal–Altdöbern Süd aufgenommen.
Seit 1992 gab es auf der Strecke auch Personenverkehr. Zunächst verkehrten einige Zugpaare zwischen Doberlug-Kirchhain und Senftenberg, ab 1995 im Zweistundentakt. Seit 1998 verkehrten ebenfalls alle zwei Stunden Regional-Express-Züge (Linie RE5, abt Mai 2006 RE3), die von Berlin aus kommend über Finsterwalde und Großräschen weiter nach Senftenberg fuhren. Im Zug der Kürzung der Regionalisierungsmittel wurde Ende 2006 die Verbindung vom Land Brandenburg abbestellt. Von Senftenberg und Großräschen kann Berlin stattdessen direkt über Calau und Lübbenau erreicht werden, von Finsterwalde überwiegend mit Umstieg in Calau, Doberlug-Kirchhain oder Falkenberg.